# Born in the EXILE 〜三代目J Soul Brothersの奇跡〜
『Born in the EXILE 〜三代目J Soul Brothersの奇跡〜』 （ボーン イン ジ エグザイル さんだいめ ジェイ ソウル ブラザーズのきせき）は、三代目 J Soul Brothers from EXILE TRIBEの初のドキュメンタリー映画。2016年2月12日から全国150の映画館で公開された。

## 内容
ダンス&ボーカルグループ、三代目 J Soul Brothers from EXILE TRIBEに、2014年10月からおよそ1年密着したドキュメンタリー。単独ドームツアーの舞台裏を中心に、日本レコード大賞を初受賞したその裏側やレコーディング風景、CM撮影などのほか、プライベートにもカメラが迫る。監督は、「情熱大陸」の演出やEXILEのミュージックビデオなどを手掛けてきた保母浩章。栄光の陰にある苦悩や友情、個性など、彼らのさまざまな面を知ることができる。

## 記録
2016年2月12日から全国150の映画館で公開され、51万人以上を動員し邦画ドキュメンタリー史上最多観客動員数を記録した。興行収入は7億円を超え、AKB48の『DOCUMENTARY of AKB48 to be continued』、Mr.Childrenの『Mr.Children / Split The Difference』などの歴代ヒット作を大幅に上回り、邦画ドキュメンタリーではトップの成績となった。

## 主題歌
主題歌は、三代目 J Soul Brothers from EXILE TRIBEの「Born in the EXILE」。歌詞は、ボーカルの今市隆二と登坂広臣による共作となっている。
- Born in the EXILE ［5:16］
  - 作詞：RYUJI IMAICHI, HIROOMI TOSAKA、作曲：T-SK, MoonChild

### 収録アルバム
| 収録アルバム          | 楽曲              | 曲順 |
| --------------------- | ----------------- | ---- |
| THE JSB LEGACY        | Born in the EXILE | 12   |
| THE JSB WORLD(DISC-3) | Born in the EXILE | 10   |

## DVD/BD
2017年2月1日にDVD/BDを発売。2月13日付のオリコン週間DVD/BD両ランキングで総合1位を獲得した。音楽ドキュメンタリー映画作品がDVD/BDランキング同時総合1位獲得は、『マイケル・ジャクソン THIS IS IT』以来、7年ぶり史上2作目。邦楽ドキュメンタリー映画作品では初となった。